# 竹中郁

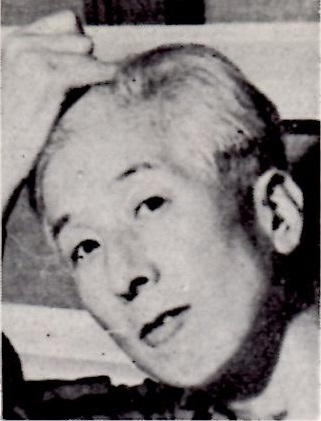
竹中郁

竹中 郁（たけなか いく、1904年4月1日 - 1982年3月7日）は、日本の詩人。本名、育三郎。

## 人物
兵庫県神戸市兵庫区出身。生家は裕福な問屋で、1歳の時紡績用品商の竹中家へ養子に出された。兵庫県立第二神戸中学校、関西学院大学文学部英文学科卒。画家の小磯良平は二中の同制作作品「彼の休息」は竹中がモデルをつとめている。小磯の弟子の石阪春生は竹中の甥。
中学時代より北原白秋に傾倒し、『近代風景』『詩と音楽』などの白秋主宰の雑誌で詩人としての履歴をスタートした。1924年に北川冬彦、安西冬衛らの「亜」のグループと交流をもち、モダニズムのスタイルの影響をうける。1925年、第1詩集『黄蜂と花粉』を発表する。1924から1926年までヨーロッパに留学する。1926年に近藤東らの慫慂により『詩と詩論』に参加する。1932年刊行の詩集『象牙海岸』中の「ラグビイ」は当時流行したシネポエムのスタイルをとり、モダニズム詩の代表的成果の一つと評価されている。しかし、モダニズム的都会趣味の芯には常に洗練された抒情があり、モダニズム詩のフォルマリズム的傾向とは一線を画した。1930年には「四季」の同人になっている。
戦後は、詩作とともに雑誌『きりん』の創刊編集、多数の校歌作詞など、児童詩の分野での指導育成に尽力した。
1982年3月7日、脳内出血のため神戸中央市民病院で死去。墓所は神戸市能福寺。戒名は春光院詩仙郁道居士。

## 主な著作

### 詩集
- 黄蜂と花粉（海港詩人倶楽部 1926年）
- 枝の祝日（海港詩人倶楽部 1928年）
- 一匙の雲（ボン書店 1932年）
- 象牙海岸（1932年）
- 署名（第一書房 1936年）
- 竜骨（1944年）
- 動物磁気（尾崎書房 1948年）
- そのほか（1968年）
- ポルカマズルカ（1979年） 第31回読売文学賞受賞
- 竹中郁全詩集（角川書店 1983年）
- 子ども闘牛士 竹中郁少年詩集（理論社 詩の散歩道 1984年） 第25回日本児童文学者協会賞特別賞受賞
- 竹中郁詩集（思潮社 現代詩文庫 1994年）
- 竹中郁詩集成（杉山平一、安水稔和監修 沖積舎 2004年）

### その他
- 子供は見ている その詩でとらえた生活の顔（東都書房 1955年）
- 子どもの言いぶん（PHP研究所 1973年）
- 消えゆく幻灯（編集工房ノア 1985年）
- 私のびっくり箱（足立巻一編 神戸新聞出版センター 1985年）
- 巴里のてがみ（足立巻一編 編集工房ノア 1986年）

### 編共著
- 中等学生のための朗読詩集（編 湯川弘文社 1942年）
- 古寺巡礼京都 20 金閣寺・銀閣寺（村上慈海共著 淡交社 1977年）

## 校歌・学園歌
兵庫県内の学校を中心に、数多くの校歌の作詞を行っている。
川澄健一の作曲によるもの
- 神戸市立有馬小学校
- 神戸市立伊川谷小学校
- 神戸市立水木小学校
- 神戸市立宮川小学校
- 神戸市立宮本小学校
- 神戸市立舞子中学校
- 加古川市立山手中学校
- 上郡町立上郡中学校
- 大阪市立内代小学校
- 能勢町立東中学校
- 兵庫県立山崎高等学校
- 三重県立伊勢高等学校
- 東大寺学園中学校・高等学校

大澤壽人の作曲によるもの
- 神戸市立岩岡小学校
- 加古川市立加古川中学校
- 加古川市立両荘中学校
- 加古川市立平岡小学校
- 高砂市立宝殿中学校
- 赤穂市立赤穂東中学校
- 兵庫県立津名高等学校

斉藤登の作曲によるもの
- 神戸市立太山寺小学校
- 神戸市立西郷小学校
- 神戸市立山田小学校
- 東近江市立愛東中学校

その他の作曲によるもの
- 尼崎市立難波小学校 作曲：樋口昌道
- 神戸市立入江小学校 作曲：有馬大五郎[4]
- 神戸市立大池小学校 作曲：松崎啓治
- 神戸市立住吉小学校 作曲：八木真平[5]
- 神戸市立多井畑小学校 作曲：増田平雄
- 神戸市立谷上小学校 作曲：脇坂修之
- 神戸市立西須磨小学校 作曲：鷲山巖
- 神戸市立東須磨小学校 作曲：海老京一（昭和25年）
- 神戸市立兵庫小学校 作曲：奈倉玲子
- 神戸市立二葉小学校 作曲：海老京一
- 神戸市立本山第二小学校 作曲：八木真平
- 神戸市立烏帽子中学校 作曲：石田純一
- 神戸市立高倉中学校 作曲：川崎祥悦
- 神戸市立鷹取中学校 作曲: 高木東六
- 神戸市立長峰中学校 作曲：伊熊良穂
- 神戸市立湊川中学校 作曲：小阪恵一
- 神戸学院女子短期大学 作曲：鈴木洸
- 神戸大学発達科学部附属住吉中学校
- 明石市立花園小学校 作曲：石田純一
- 明石市立錦城中学校 作曲：井上武一
- 西宮市立平木小学校 作曲：水谷忠夫
- 西宮市立広田小学校
- 西宮市立大社小学校
- 西宮市立津門小学校 作曲：津門小学校職員
- 西宮市立春風小学校 作曲: 橋本喬雄
- 三木市立豊地小学校 作曲：井澤文太郎
- 兵庫県立篠山鳳鳴高等学校 作曲：酒井弘
- 川西市立川西小学校 作曲：竹内平吉
- 川西市立清和台中学校 作曲：成尾博彦
- 学校法人雲雀丘学園 作曲：清水脩
- 八代学院 作曲：松尾昌美
- 大阪市立昭和中学校 作曲：野口源次郎
- 大阪市立東小橋小学校
- 豊中市立第十二中学校 作曲：岩河三郎
- 豊中市立第十三中学校 作曲：鈴木英明
- 大阪教育大学附属天王寺小学校 作曲：中田喜直
- 四條畷学園女子短期大学
- 鉄鋼短期大学 作曲：高橋半
- 箕面市立箕面小学校 作曲：岡本敏明
- 豊中市立野田小学校 作曲：近藤圭
- 豊中市立克明小学校 作曲：不詳
- 茨木市立大池小学校 作曲：中田喜直
- 三木市立別所小学校 作曲：井沢文太郎
- 堺市立西百舌鳥小学校 作曲：
- 堺市立鳳南小学校 作曲：
- 大阪府立池田高等学校 作曲：團伊玖磨
- 桃山学院大学 作曲：池内友次郎
- 甲陽学院中学校・高等学校 作曲：清水脩
- 吹田市立山田第一小学校 作曲:山田小学校音楽部
- 吹田市立山田第二小学校 作曲:樋口昌道